# Небесійчук Василь Юрійович
Небесійчук Василь Юрійович (псевдо: «Заведія»; 1921, смт. Верховина, Івано-Франківська область — 8 серпня 1951, с. Замагора, Верховинський район, Івано-Франківська область) — референт СБ Жаб'євського районного проводу ОУН, лицар Бронзового хреста бойової заслуги УПА.

## Життєпис

Боївка СБ Жаб'євського районного проводу ОУН, ліворуч комендант боївки Василь Небесійчук

Член ОУН. В УПА з 1944 року, стрілець-розвідник, командир рою, а відтак чоти в ТВ-21 «Гуцульщина» (1944—1946).
Бойовик СБ (1946), заступник коменданта боївки (1947), комендант райбоївки СБ (1948-07.1951), референт СБ (07.-08.1951) Жаб'євського районного проводу ОУН.
Загинув у бою з оперативно-військовою групою МДБ, разом із ним загинула вірна вівчарка "Тигра".

## Нагороди
- Згідно з Наказом військового штабу воєнної округи 4 «Говерля» ч. 3/47 від 31.08.1947 р. бойовик охоронного екзекутивного відділу Василь Небесійчук — «Заведія» нагороджений Бронзовим хрестом бойової заслуги УПА.

## Вшанування пам'яті
- 9.02.2018 р. від імені Координаційної ради з вшанування пам'яті нагороджених Лицарів ОУН і УПА у м. Київ Бронзовий хрест бойової заслуги УПА (№ 046) переданий Дмитрові Небеснійчуку, племіннику Василя Небесійчука — «Заведія».